# ダイヤモンド (DEENの曲)
「ダイヤモンド」はDEENの33rdシングル。

## 作品解説
DEENの大ファンであるという千葉ロッテマリーンズのバレンタイン監督から2006年度の公式イメージソングとして「“チャチャのリズム”の楽曲を」と依頼され制作された。MV・楽曲にバレンタイン監督が参加。
学校へ行こう!に出演していたマサーシーもパパラッチ役でMVに参加している。
CMでは､千葉ロッテの新入団会見風にDEENの三人がロッテの帽子･ユニフォームを着て､その横でバレンタイン監督が片言の日本語で｢スバラシイデスネェ～｣といったセリフを言う｡
2曲目の「光の珠 ～The shining ball～」はDEEN初の後からメロディをつけてできた曲。
池森が持ってきたAメロのモチーフを山根が広げていった。

## 収録曲
1. ダイヤモンド
LET US DO IT AGAIN!をテーマ詞のテーマに、踊れるラテン調の曲になっている。
2. 光の珠 ～The shining ball～
日本語の歌詞と訳詞とで書かれており、バレンタイン監督もヴォーカルに参加している。昨年の優勝の際に選手に向けて池森が書き下ろした詞が元になっている。
3. 太陽と花びら (acoustic version)
昨年のライブで披露され音源化の声が多く、収録された。
4. 未来のために (English version)
バレンタイン監督がDEENを好きになるきっかけの曲。ロッテのファン感謝デーで披露された。アレンジは『DEEN The Best キセキ』のバージョン。
5. ダイヤモンド (off vocal version)

## 収録アルバム
- 『Diamonds』(#1)
- 『DEEN PERFECT SINGLES +』(#1)
- 『Another Side Memories〜Precious Best〜』(#2)
- 『DEENAGE MEMORY -20周年記念ベストアルバム-』(#1)
- 『DEEN The Best FOREVER 〜Complete Singles +〜』(#1)

## 参加ミュージシャン
1. 作詞:池森秀一／作曲:山根公路、池森秀一／編曲:CHOKKAKU
2. 作詞:池森秀一／作曲:山根公路、田川伸治／編曲:DEEN
3. 作詞:池森秀一／作曲:池森秀一、時乗浩一郎／編曲:DEEN
4. 作詞:池森秀一／作曲:池森秀一、宇津本直紀／編曲:岩田雅之

- 訳詞
  - ボビー・バレンタイン (#2)
  - Romeo.V.Gonzaga (#4)
- プロデュース
  - 鎌田俊哉 (#1,#4)
  - DEEN＆時乗浩一郎 (#2,#3)
- DEEN
  - 池森秀一／Vocal＆Background Vocals
  - 山根公路／Keyboards,Background Vocals＆Synthesizer Programing
  - 田川伸治／Electric Guitar,Acoustic Guitar＆Background Vocals
- ゲストミュージシャン
  - Bobby Valentine／Voice＆Vocal (#1,#2)
  - 宮野和也 (#2,#3)，松原秀樹 (#4)／Bass
  - HIDE／Drums＆Percussion (#2,#3)
  - 則竹裕之／Drums (#4) 他...